# Titanfall 2
Titanfall 2 é um videojogo de tiro na primeira pessoa (first person shooter) produzido pela Respawn Entertainment e publicado pela Electronic Arts em outubro de 2016 para Xbox One, Windows PC e PlayStation 4.
É a Sequência de Titanfall (2014), o jogo foca-se na história de Jack Cooper, um soldado que aspira ser um piloto de um Titan, enormes robots Mecha usados na guerra.
Titanfall 2 recebeu críticas bastante positivas por parte da imprensa da especialidade. De acordo com o website Metacritic, Titanfall 2 recebeu "aclamação universal" na versão Xbox One e "análises geralmente favoráveis" nas versões PlayStation 4 e Windows. Os elogios foram sobretudo para com a campanha de um jogador, a jogabilidade e o multijogador com muitas análises a fazerem notar que o jogo foi uma enorme melhoria em relação ao seu antecessor. Recebeu diversos prêmios, incluindo o de “Escolha dos Críticos” nos Golden Joystick Awards de 2016. No entanto de acordo com a Electronic Arts, Titanfall 2 não vendeu de acordo com as suas expectativas.